# Pfarrkirche Oberlaa

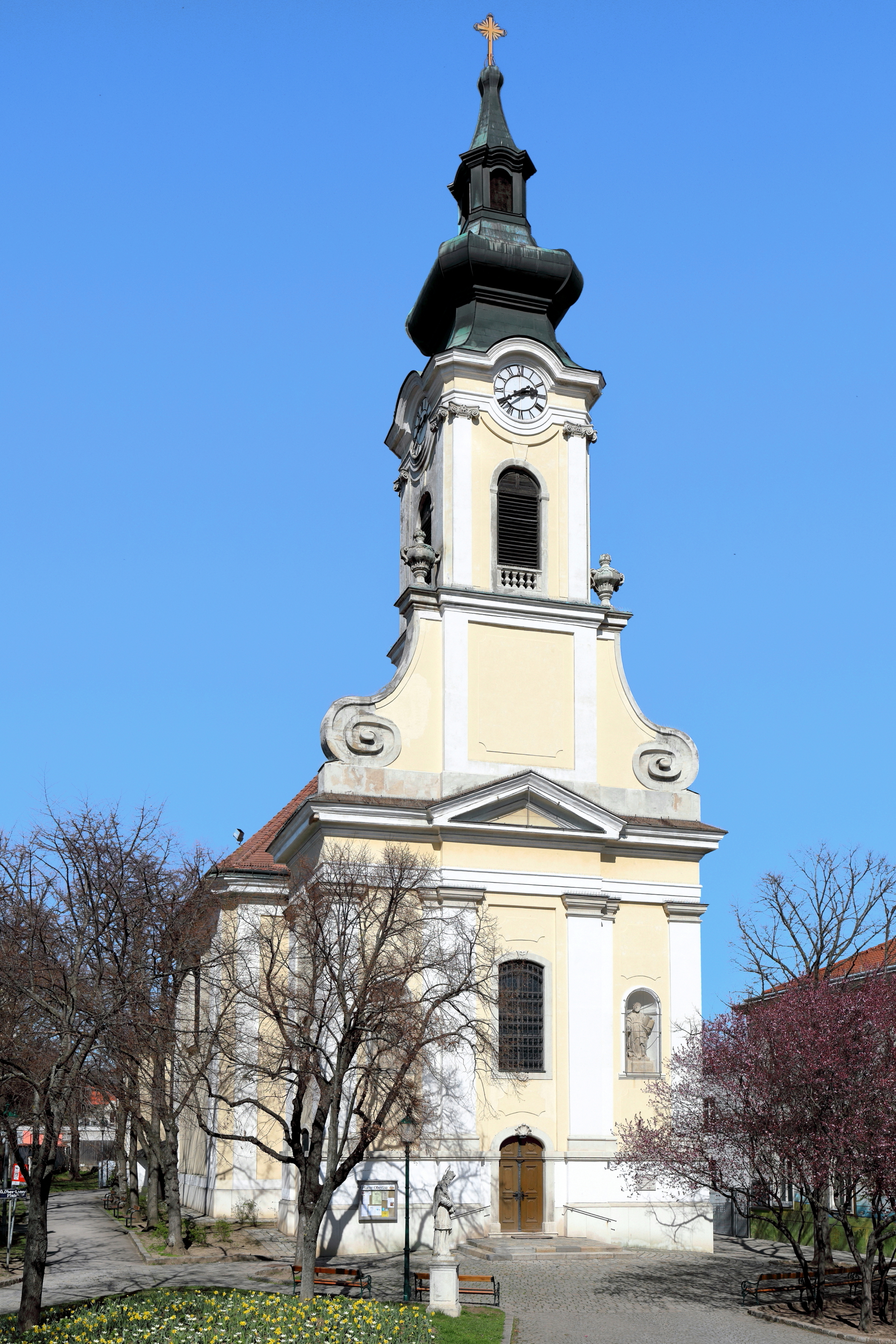
Oberlaaer Pfarrkirche zum heiligen Ägydius

Die Kirche zum heiligen Ägydius ist die römisch-katholische Pfarrkirche von Oberlaa und befindet sich am Oberlaaer Platz im 10. Wiener Gemeindebezirk Favoriten. Die Pfarre gehört zum Stadtdekanat 10 der Erzdiözese Wien.

## Geschichte
Eine Kirche wird in Oberlaa schon 1267 bezeugt. Etwa seit 1324 war sie Pfarrkirche. Während der Zweiten Türkenbelagerung Wiens 1683 zerstört, fand zunächst nur ein notdürftiger Wiederaufbau statt. Erst in den Jahren 1744–1746 errichtete Mathias Gerl den heutigen Kirchenbau im Barockstil.

## Außenseite
Dominierend an der Außenseite ist die südliche Fassade mit dem Tor und einem Glockenturm mit Zwiebelhelm. Auf der durch Pilaster und Voluten gegliederten Fassade befinden sich in Nischen die Figuren der Apostel Petrus und Paulus von Philipp Anton Höller von 1744 bis 1745. An der nach Norden zu gelegenen Apsis befindet sich an der Außenseite das klassizistische Grabmal von Joseph Ritter von Vallemary.

## Ausstattung

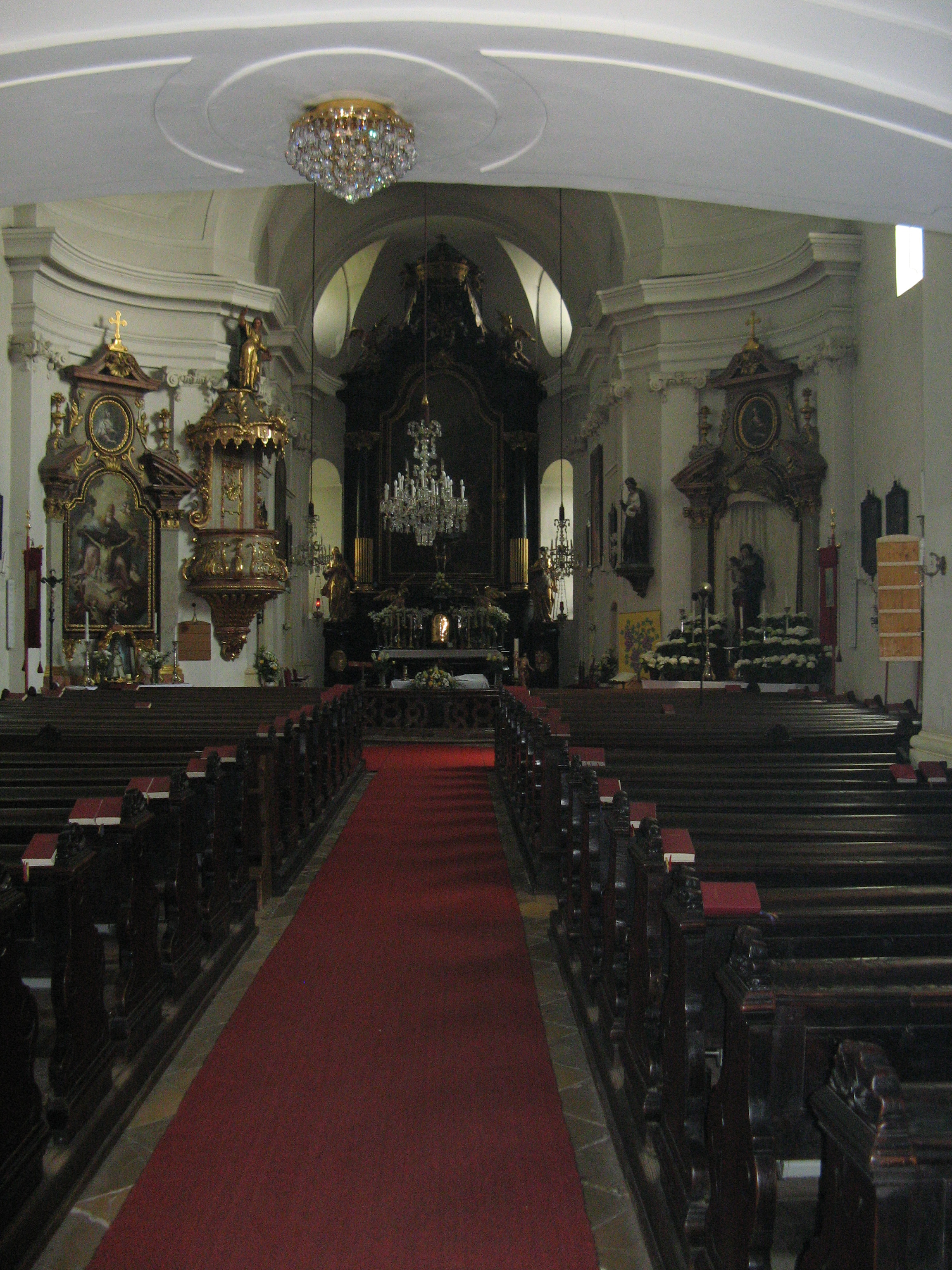
Inneres der Oberlaaer Pfarrkirche

Die Ausstattung im Inneren besteht aus dem Hauptaltar von Sebastian Haupt aus der Zeit um 1759. Das Hochaltarbild des heiligen Ägidius stammt von Johann Ignaz Cimbal. Das Bild am rechten Seitenaltar, ebenfalls vom gleichen Künstler geschaffen, stellt den heiligen Sebastian dar (1749), im Auszug befindet sich ein Ovalbild mit der heiligen Katharina von Alexandrien. In einem prächtigen barocken Rahmen steht das Vorsatzbild mit der heiligen Barbara. Am linken Seitenaltar sieht man, wahrscheinlich ebenfalls von Cimbal, das Bild der Heiligen Dreifaltigkeit, im Auszug ein Ovalbild mit der heiligen Apollonia und eine Vitrine mit einer Kopie der Mariazeller Gnadenmutter.
Die Kanzel wurde um 1760 von Johann Tabotta geschaffen. Sie ist reich mit vergoldetem Dekor geschmückt und weist einen geschwungenen Korb mit Schalldeckel auf. Dieser wird durch die Figur des heiligen Johannes des Evangelisten sowie einem Adler mit Tintenfass im Schnabel bekrönt.
Weitere Kunstwerke in der Kirche sind die Figuren des heiligen Florian und des heiligen Donatus aus der Mitte des 18. Jahrhunderts, eine Madonnenfigur Maria vom Siege mit Kind aus der Fieberkapelle in Rothneusiedl (um 1709), ein Altärchen mit Holzfiguren (um 1700), und die Figuren des heiligen Josef mit Kind und des heiligen Antonius von Padua aus dem 19. Jahrhundert. Gemälde stellen die Schmerzen Mariens (um 1730), den heiligen Johannes Nepomuk, eine Madonna mit Kind (19. Jahrhundert in einem Rahmen um 1720), die heilige Anna, Maria lesen lehrend, und den heiligen Josef in Rahmen mit Bandelwerkaufsatz um 1720, Ordensheilige in 2 Ovalbildern aus dem 3. Viertel des 18. Jahrhunderts, den heiligen Leonhard und den heiligen Leopold (beide Ende 18. Jahrhundert) dar. Der Kreuzweg wurde 1849 von Anton Böhm geschaffen.
Die Kirchenbänke stammen noch aus der Bauzeit. Eine Kommunionbank aus rotem und schwarzem Marmor ist ebenfalls barock. 
In der Sakristei befindet sich ein Schrank aus der Bauzeit und ein Kruzifix ebenfalls aus dem 18. Jahrhundert. Das Taufbecken in der Taufkapelle stammt von Joseph Allbrecht und wurde 1777 aus rotem Marmor geschaffen. Dort befindet sich auch ein nazarenisches Bild des Schmerzensmannes aus der Mitte des 19. Jahrhunderts.

### Orgel

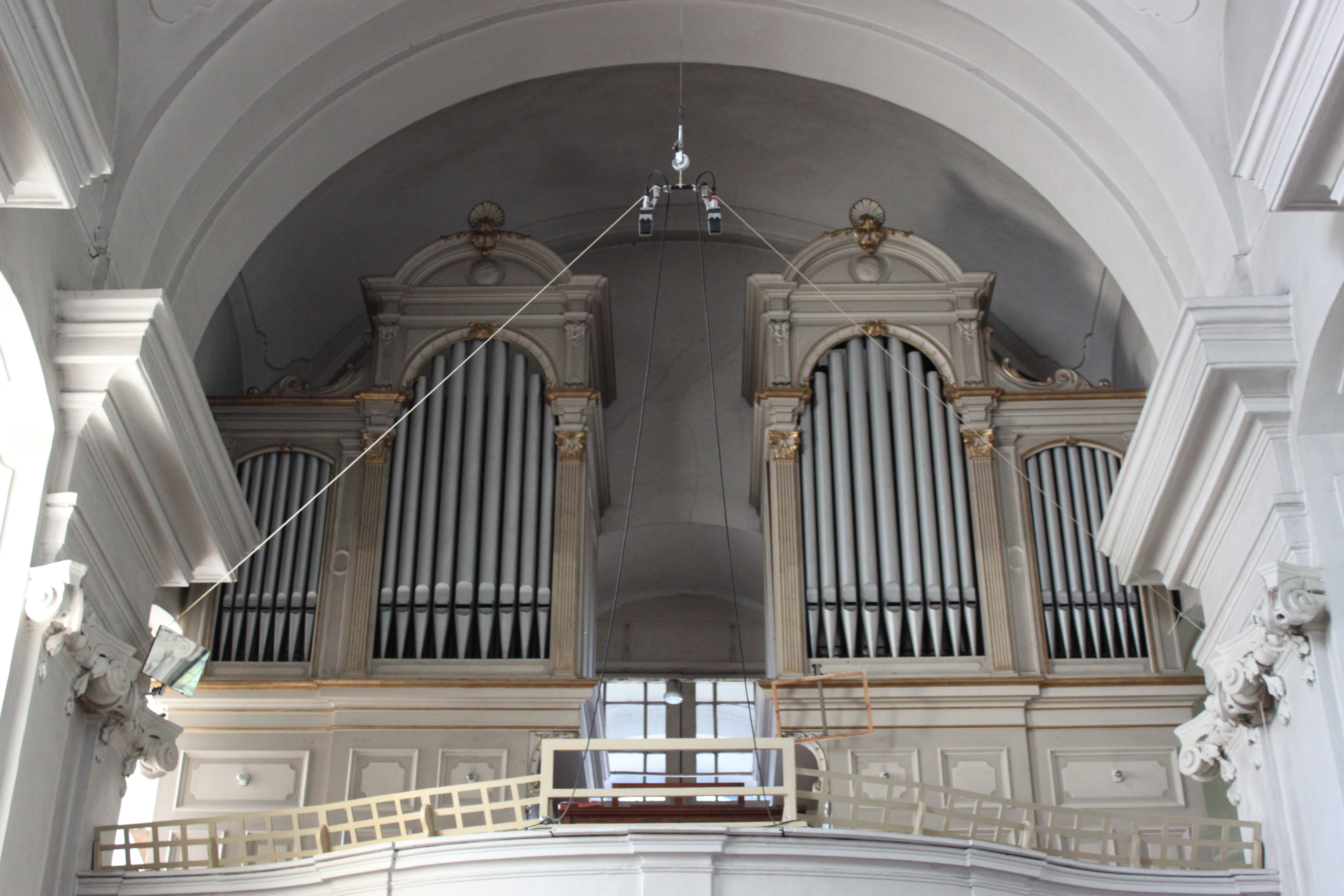
Blick auf die Orgel

Die Orgel wurde im Jahr 1903 von Matthäus Mauracher errichtet. Das über 15 Register auf zwei Manualen und Pedal verfügende Instrument ist mit Hängeventilladen und mit pneumatischer Spiel- und Registertraktur ausgestattet. Ihr Gehäuse zeigt sich in Neorenaissanceformen.
| I Hauptwerk C–g3 |           |       |
| 1.               | Bordun    | 16′   |
| 2.               | Prinzipal | 8′    |
| 3.               | Gedeckt   | 8′    |
| 4.               | Gamba     | 8′    |
| 5.               | Oktave    | 4′    |
| 6.               | Rohrflöte | 4′    |
| 7.               | Mixtur IV | 2 ⁄3′ |

| II Positiv C–g3 |           |       |
| 8.              | Philomela | 8′    |
| 9.              | Aeoline   | 8′    |
| 10.             | Prästant  | 4′    |
| 11.             | Oktav     | 2′    |
| 12.             | Quint     | 1 ⁄3′ |

| Pedalwerk C–f1 |         |     |
| 13.            | Violon  | 16′ |
| 14.            | Subbass | 16′ |
| 15.            | Cello   | 08′ |

## Glocken
Das Geläute der Pfarrkirche Oberlaa besteht aus fünf Glocken der Glockengießerei Josef Pfundner. Die Glocken erklingen in den Tönen e′ gis′ h′ cis″ e″ und wurden in den Jahren 1959 (1, 2), 1948 (3), 1958 (4) und 1947 (5) gegossen.

## Kirchenplatz

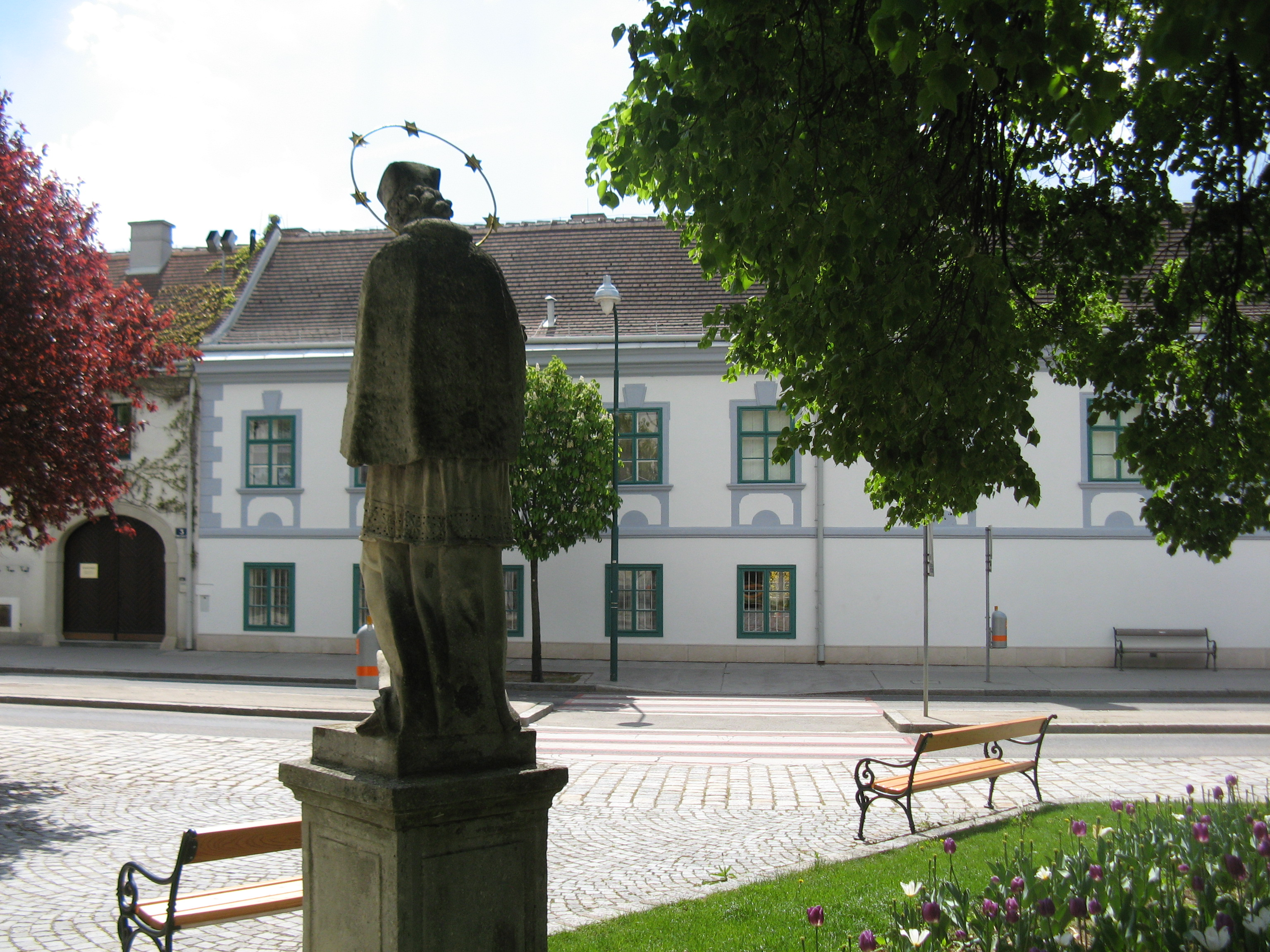
Statue des heiligen Johannes Nepomuk und Pfarrhof

Auf dem begrünten, parkartigen Kirchenvorplatz steht die barocke Statue des heiligen Johannes Nepomuk mit Kruzifix und Märtyrerpalme in den Händen, auf dem Haupt das Birett mit Sternenkranz (1754), auf einem vierseitigen Steinsockel. Sie wurde 1978 von Heribert Rath restauriert.
Links neben der Kirche befindet sich ein Kriegerdenkmal, das 1924 nach einem Entwurf von Ladewig vom Bildhauer Heinrich Scholz geschaffen wurde. In der Mitte steht die Figur eines Soldaten, rechts und links davon Inschrifttafeln mit den Namen der Gefallenen des Ersten und Zweiten Weltkrieges aus Oberlaa.

## Pfarrhof
Gegenüber der Kirche auf dem Oberlaaer Platz 3 steht der Pfarrhof, der aus 2 traufständigen zweigeschoßigen Häusern besteht. Das westliche stammt im Kern aus dem Anfang des 17. Jahrhunderts und wurde 1735 durch eine schöne korbbogige Einfahrt verändert, das östliche wurde in der 2. Hälfte des 18. Jahrhunderts umgebaut. Die Fenster haben Keilsteinrahmen und gekehlte geschwungene Sohlbänke, die Fassadenbemalung wurde erneuert.

## Volkstum
Alljährlich am 25. April findet die Markusprozession statt, bei der für eine gute Weinernte gebetet wird. Diese Prozession führt von der Pfarrkirche Oberlaa über die An der Kuhtrift zum Schmerber-Kreuz, weiter zum Roten Kreuz, zur Pietà-Kapelle und wieder zurück zur Pfarrkirche in Oberlaa.